# NGC 913
NGC 913 è una galassia lenticolare (o ellittica) situata nella costellazione di Andromeda, a una distanza di circa 231 milioni di anni luce dalla nostra Via Lattea.

## Scoperta
La galassia è stata scoperta il 30 ottobre 1878 dall'astronomo francese Édouard Stephan.